# Pauk Airport
Pauk Airport är en flygplats i Myanmar.   Den ligger i regionen Magwayregionen, i den centrala delen av landet, 250 km nordväst om huvudstaden Naypyidaw. Pauk Airport ligger 153 meter över havet.
Terrängen runt Pauk Airport är huvudsakligen platt. Pauk Airport ligger nere i en dal. Runt Pauk Airport är det ganska tätbefolkat, med 72 invånare per kvadratkilometer. Trakten runt Pauk Airport består till största delen av jordbruksmark.